# Decimoputzu
Decimoputzu är en ort och kommun i provinsen Sydsardinien i regionen Sardinien i sydvästra Italien. Kommunen hade 4 356 invånare (2017).